# یواس‌اس آنتلوپ (۱۸۶۱)
یواس‌اس آنتلوپ (۱۸۶۱) (به انگلیسی: USS Antelope (1861)) یک کشتی بود که طول آن unknown بود. این کشتی در سال ۱۸۶۱ ساخته شد.